# Chiesa evangelica battista (Firenze)

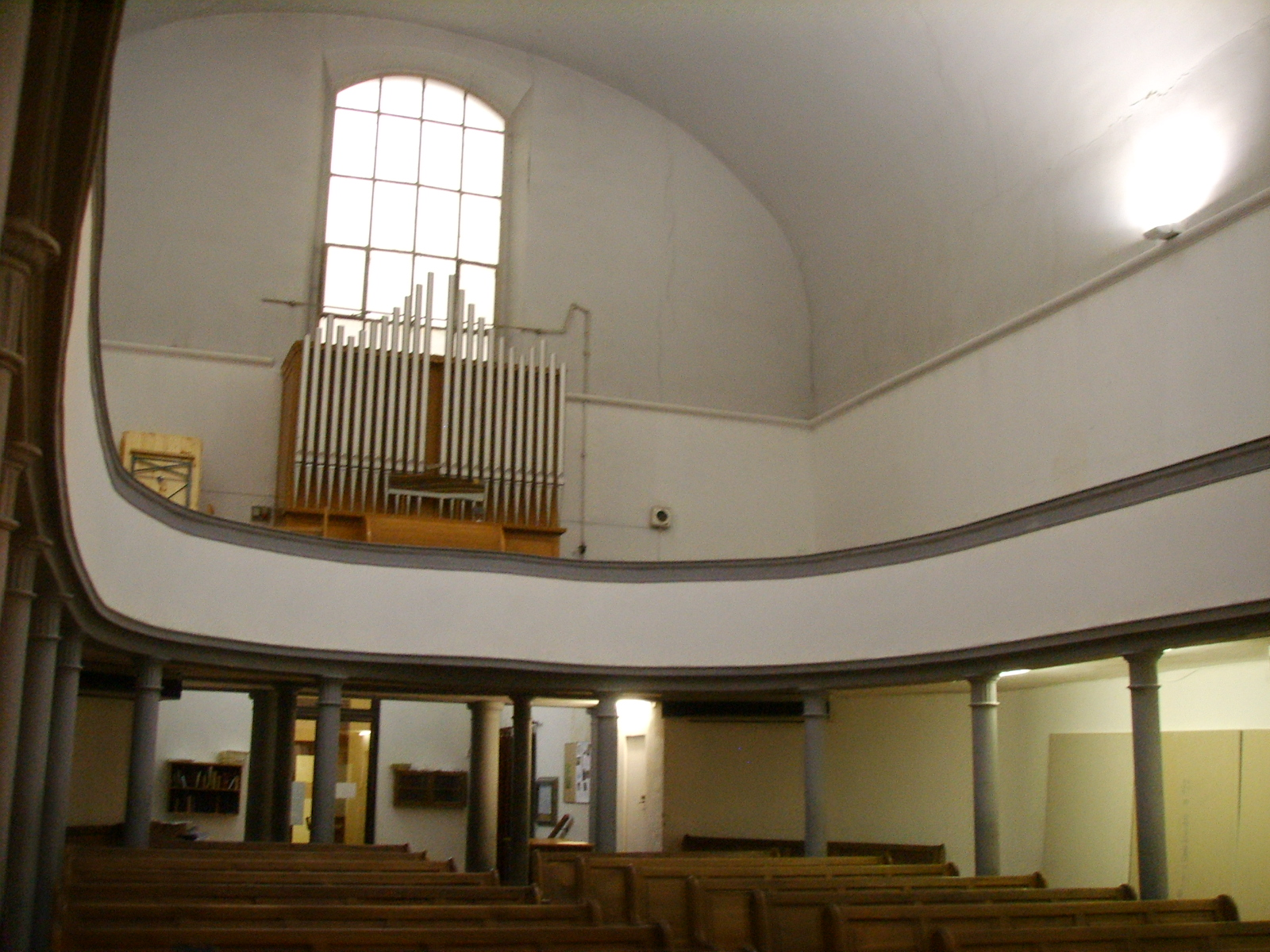
L'interno

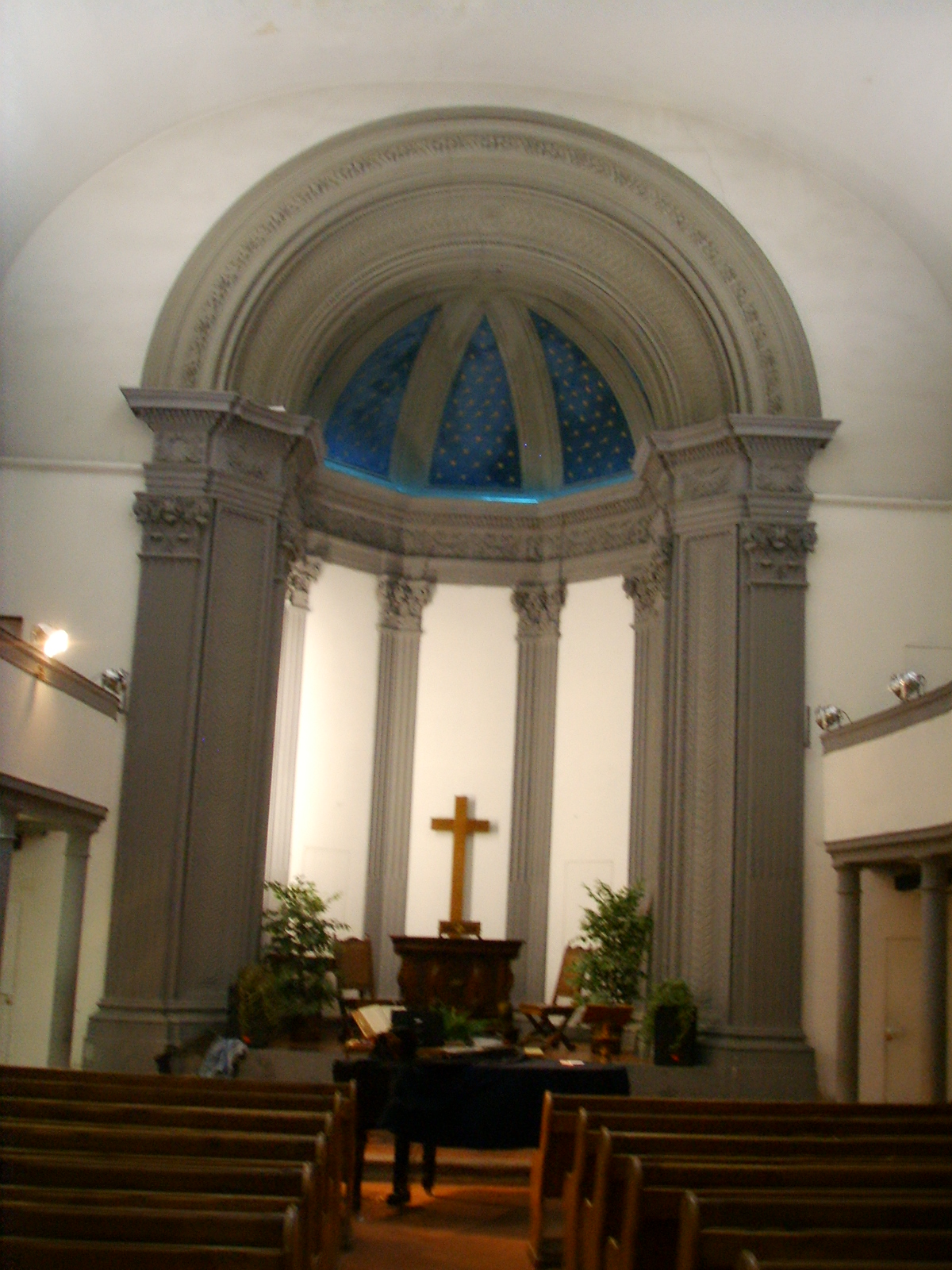
Il presbiterio

La chiesa evangelica battista è un luogo di culto battista che si trova in borgo Ognissanti 4-6 a Firenze.

## Storia e descrizione
L'edificio presenta un fronte sufficientemente corrente e riconducibile a una riconfigurazione ottocentesca. Fortemente caratterizzato, invece, è il grande ambiente che si apre al terreno, nato come teatro dell'Accademia dei Solleciti. Questo, realizzato e inaugurato nel 1778 su progetto dell'architetto Gasparo Maria Paoletti, ebbe notevole celebrità ospitando abitualmente la compagnia diretta dall'attore Luigi Del Buono, inventore della maschera fiorentina di Stenterello, ma non disdegnando anche la messa in scena di testi più impegnativi (qui si tenne, ad esempio, nel 1791, la prima italiana dell'Amleto di Shakespeare).
In particolare lo Stenterello di Borgognissanti, recitato da Lorenzo Cannelli, era il più sboccato di tutta la città (rispetto a quelli che si esibivano al teatro Leopoldo e al teatro della Piazza Vecchia) e non erano infrequenti le impertinenti allusioni al granduca Pietro Leopoldo, tanto che spesso gli spettacoli erano sorvegliati da gendarmi che talvolta arrestavano l'attore, quando troppo insolente, portandolo a passare la notte nelle carceri del Bargello.
Rinnovato da Giuseppe Del Rosso nel 1826, l'edificio conobbe un importante intervento di restauro strutturale nel 1843, su progetto di Ulisse Faldi. Nonostante la notorietà acquisita in ambito fiorentino il teatro, dal 1866 intitolato a Gioachino Rossini, cessò la propria attività nel 1887.
Nel 1896 è documentato il suo utilizzo come deposito dei volumi del Gabinetto Vieusseux e, poco dopo, come sede della Chiesa Cristiana Evangelica Battista (Foreign Mission Board of The Southern Baptist Convention Richmond, Virginia). Acquistato da quest'ultima l'immobile fu radicalmente rinnovato nel 1908, con la direzione dei lavori di Vittorio Tarchiani, senza che tuttavia la sala nella quale fu ricavato lo spazio destinato al culto perdesse le caratteristiche della precedente destinazione, segnata com'è da una tipica balconata teatrale ad U sorretta da colonne. Così l'abside poligonale si impianta sul proscenio. Inoltre, nel pavimento della stessa si trova una botola che dà accesso al fonte battesimale, situato nello spazio già occupato dai camerini teatrali. Lo stile dell'ambiente è ispirato al Rinascimento toscano, nel gioco del grigio col bianco e nelle decorazioni di ispirazione brunelleschiana.
In corrispondenza del numero civico 4 è una targa, posta nel carnevale del 2006, in ricordo di Luigi Del Buono e della maschera di Stenterello.